# Никола Шерлетов
Никола Ангелов Шерлетов е български юрист, парламентарен секретар на Министерството на финансите и бивш директор на „Български пощи“ ЕАД.

## Биография
Никола Шерлетов е роден на 2 юни 1968 година в град Бургас. Учи в Немската езикова гимназия в Бургас (1982 – 1984), след това в Английски колеж „Sanford English Community School“ в град Адис Абеба, Етиопия (1984 – 1986). Завършва специалност „Право“ (1992 – 1997) и „История“ (1988 – 1993) в СУ „Св. Климент Охридски“, специализира теория и история на дипломацията (1989 – 1991).

### Професионален опит
- „ББСС Галъп“ – България, отдел „Маркетинг“ (1993 – 1995)
- Правен отдел на вестник „Пари“ (1995 – 1997)
- Юридически консултант на „Албена инвест – холдинг“ АД (1997 – 2000)
- Главен юрисконсулт и директор за връзки с инвеститорите в „България – 29“ АД (2000 – 2002)
- Парламентарен секретар на Министерството на труда и социалната политика (2002 – 2003)
- Парламентарен секретар на Министерството на икономиката (юли 2003)
- Парламентарен секретар на Министерството на икономиката и енергетиката (август 2005)[3][1]
- Председател на борда на директорите на „Ел Би Булгарикум“ ЕАД (2008 – 2010)
- Заместник-директор в Черноморската банка за търговия и развитие (2009 – 2020)
- Председател на борда на директорите на „Български пощи“ ЕАД (2011 – 2020)
- Парламентарен секретар на Министерството на финансите (2009 – досега)